# Molossos
Dans la mythologie grecque, Molossos est le fils de Néoptolème et d'Andromaque, frère de Piélos et Pergamos. Il hérite du trône d'Épire après la mort d'Hélénos, devenant l'ancêtre éponyme des Molosses.
Les rois épirotes se rattachaient à travers lui à l'ascendance d'Achille, se considérant comme « Éacides ».

## Sources
- Pseudo-Apollodore, Épitome [détail des éditions] [lire en ligne] (VI, 12).
- Euripide, Andromaque [détail des éditions] [lire en ligne] (passim).
- Pausanias, Description de la Grèce [détail des éditions] [lire en ligne] (I, 11).